# Врањска градска песма
Врањска градска песма је традиционална градска песма која је настала и која се пева у Врању. Пева се од друге половине XIX века до данас и у a cappella и у вокално-инструменталним аранжманима. Врањска градска као извођачка пракса развијена је међу бројим музичарима, певачима и инструменталистима на подручју Врања. Уврштена је у Национални регистар нематеријалног културног наслеђа Србије од 2012. године као и једини УНЕСКО Град музике у Србији (и један од само три града на листи Креативних градова ове организације у нашој земљи) од 2019. године.

## Карактеристике
Садржина песме се односи на конкретна места, личности и догађаје у самом граду. Сетним, тихим и мирним стиховима описује живот, обичаје и љубави које су се рађале и нестајале, а лаганим и спорим ритмовима буди најдубље осећаје.
Мелодијску линију одликује покретљивост, склоност ка наглим, али нежним скоковима и суптилна орнаментика. Метро-ритмичку основу чине равномерни и мешовити тактови и ритам rubato. Естетски императив је суптилност певачевог гласа и преданост садржају песме, уз високе моралне назоре које певач произноси као личност.
Оно по чему су специфичне и нашироко препознатљиве је господска и мирна атмосфера у којој се певају. Спори ритмови и музичко ткиво су комбинација западних и отоманских лествица, што је још једна посебност ове старе градске песме.
Да би се врањска песма донела на прави начин, веома је важно како је певач који је интерпретира доживљава. Обзиром да се знају околности у којима је готово свака песма настала, битно је да је певач осећа. Само се тако веродостојно може пренети слушаоцима оно што се у песми жели рећи.

## Манифестација
У Врању се од 2019. године одржава манифестација Врањска градска песма. Повод је био 50 година од смрти Стане Аврамовић Караминге, чувена врањанске певачице.

## Значај
Преко Врањске градске песме, тј. текстова ових песама, стичемо јасан увид у врањску градску културу, те нарочито неке њене посебне аспекте, као што су: игра, говор, традиционална свадба, славе итд.
Очувањем Врањске градске песме, чува се и традиционална одећа, карактеристична за Врање и његову околину.
Врло често и детаљно спомињу се делови амбијента и архитектуре. Врањска градска песма нам тако одржава сећање на културу и урбани контекст у коме су живели становници града Врања у другој половини 19. и почетком 20. века.
Неговањем Врањске градске песме тако уједно негујемо и карактеристичан врањски дијалекат.
Врањске народне песме некада су певали Стана Аврамовић Караминга, Станиша Стошић, Василија Радојчић. Данас их од заборава чувају Бранимир Стошић Каце, Ивана Тасић, Чеда Марковић...
Инспирација за писање и певање врањских градских песама налази се у народу, обичајима и истинитим животним причама. Управо су свакодневни разговори, срећне и несрећне љубави, пријатељства и специфичност овог поднебља, инспирисали генерације певача да их преточе у тихе, нежне и мелодичне стихове.
„Димитријо, сине Митре” „Садила мома лојзе са бело гројзе”, „Магдо, мори, Магдо”, „Петлови појев, Морава”, „Кажи Суто, кажи душо”, „Тоља амамџија” само су неке од чувених врањских песама.
Врање је град који је нашироко познат по музици, песми и игри. Поред градске песме по којима се прославио Станиша Стошић, веома попуран је и врањски мелос, који је најверније пренео чувени књижевник Бора Станковић кроз своје романе „Нечиста крв” и „Коштана”. Врање је познато и по сјајним трубачима, од којих је најпознатији био оркестар Бакије Бакића, а народна игра специфична за Врање је весели врањски чочек.